# Casmara nedoshivinae
Casmara nedoshivinae is een vlinder uit de familie van de sikkelmotten (Oecophoridae). De wetenschappelijke naam van de soort is voor het eerst geldig gepubliceerd in 2013 door Alexandr L. Lvovsky.

## Type
- holotype: "male. 24-27.IV.2009. leg. S. Nedoshivina.  genitalia slide no. 17602"
- instituut: RAS, St. Petersburg, Rusland
- typelocatie: "Vietnam, Central Vietnam, Thua Thien Hue Province, A Ruang, 16°04'N, 107°29'E, 663 m"